# Alojz Koželj
Alojz Koželj, slovenski športni organizator, * 1925, † 2005.
Po vrnitvi iz JLA se je pričel aktivno ukvarjati z organizacijo prvih športnih delavskih iger. Leta 1948 je pričel z ustanavljanjem športnih organizacij, med katerimi je tudi strelska. Istega leta so skupaj s somišljeniki ustanovili Strelsko zvezo Slovenije, s čimer se je pričela širitev strelskih družin širom Slovenije (v dveh letih jih je bilo ustanovljenih 18, imele pa so preko dva tisoč članov).
17 let je bil predsednik okrajne in nato občinske strelske zveze, predsednik športnega društva invalidov, ki se je pozneje preimenovalo v športno društvo Borec, prejemnik številnih priznanj in pisec strokovnih tekstov. Za štiridesetletno delovanje v športu še zlasti v strelstvu je prejel Bloudkovo plaketo.